# Vidas em Jogo (telenovela)
Vidas em Jogo é uma telenovela brasileira produzida e exibida pela RecordTV entre 3 de maio de 2011 e 9 de abril de 2012 em 243 capítulos, sucedendo Ribeirão do Tempo e antecedendo Máscaras. É a 18.ª novela exibida pela emissora desde a retomada da dramaturgia em 2004, sendo também a sétima novela das dez. Foi escrita por Cristianne Fridman, com a colaboração de Camilo Pellegrini, Jussara Fazolo, Aline Garbati, Carla Piske e Alexandre Teixeira, tendo a direção geral de Alexandre Avancini e a direção de criação de Alexandre Boury, Viviane Jundi, Hamsa Wood e Arme Manente. Em Portugal, a novela foi exibida entre 2 de janeiro e 17 de dezembro de 2012 pelo canal RTP1.
Contou com as atuações de Guilherme Berenguer, Julianne Trevisol, Thaís Fersoza, Beth Goulart, Lucinha Lins, Luiz Guilherme, Betty Lago e Denise Del Vecchio.

## Produção
"Meu pai teve um aneurisma em uma casa lotérica. As pessoas invadiram a lotérica em busca do suposto cartão premiado. O desejo de mudar de vida, a ambição pode fazer com que as pessoas ajam de uma forma equivocada. A novela trata destes dois lados da moeda. O quanto podemos mudar depois que alcançamos o que queremos?"

— A autora, Cristianne Fridman, sobre a inspiração em seu drama real para escrever Vidas em Jogo.
Cristianne começou a escrever o esboço da história no início de 2009, quando ainda estava escrevendo Chamas da Vida. No início de 2010 Hiran Silveira, diretor de teledramaturgia da Rede Record, solicitou à autora uma nova sinopse, a qual foi entregue em abril daquele ano e aprovada, começando a fase de pré-produção e orçamentos.  Originalmente Cristianne intitulou a novela como Matança, porém a direção considerou que o nome era muito pesado e instaurou uma pesquisa dentro da cúpula de teledramaturgia da emissora para escolher um nome mais aceitável. Por fim, Vidas em Jogo foi o título escolhido, referenciando o fato do dinheiro mudar a personalidade do grupo de amigos a ponto de colocar suas próprias vidas em questão.
Em outubro a autora começa escrever os primeiros capítulos da trama. Inicialmente, essa trama passa a ser ambientada nos últimos meses de 2010, tempo em que o horário de verão entrava em vigor entre os meses de outubro daquele ano e fevereiro de 2011, 3 meses antes da novela ser exibida. Antes do início das gravações, Cristianne havia entregado trinta capítulos aos atores para se prepararem para o primeiro mês. A novela foi gravada totalmente em HDTV, sendo a primeira da emissora a não apresentar um segundo formato em definição padrão. Vidas em Jogo foi orçada em R$400 mil por capítulo, totalizando R$80 milhões nos 200 capítulos estipulados inicialmente. Ao todo a trama teve 243 capítulos, tendo sido estendida após a boa recepção de audiência. Cada cota de patrocínio foi vendida por R$94 milhões.
Vidas em Jogo foi baseada em uma história verídica que aconteceu com o pai da autora durante a década de 1980, quando ele morreu de um aneurisma dentro de uma casa lotérica enquanto conferia suas combinações de jogos. Na euforia, as pessoas no local acreditaram que o homem havia morrido por encontrar um bilhete premiado, causando um grande alvoroço, embora, ao contrário do que se pensava, ele não estava premiado. A ideia de escrever uma novela baseado no desejo de se tornar milionário foi potencializada quando Cristianne assistiu uma reportagem sobre um prêmio acumulado na loteria que estava mobilizando o Brasil e levando centenas de pessoas a formar filas nas lotéricas, na esperança de vencê-lo: "Fiquei comovida com as pessoas que estavam na fila da casa lotérica e contavam à repórter o que fariam se ganhassem o prêmio. O poder, o brilho do sonho no olhar daquelas pessoas me inspirou e anotei a ideia de escrever sobre a chance de alguém mudar de vida da noite para o dia". Além disso, a autora explicou que tentou criar uma história sem maniqueísmo, ou seja, sem perfis definidos, onde todos os personagens fossem ambíguos e contrastassem entre o lado bom e ruim em determinadas situações.

### Cenografia

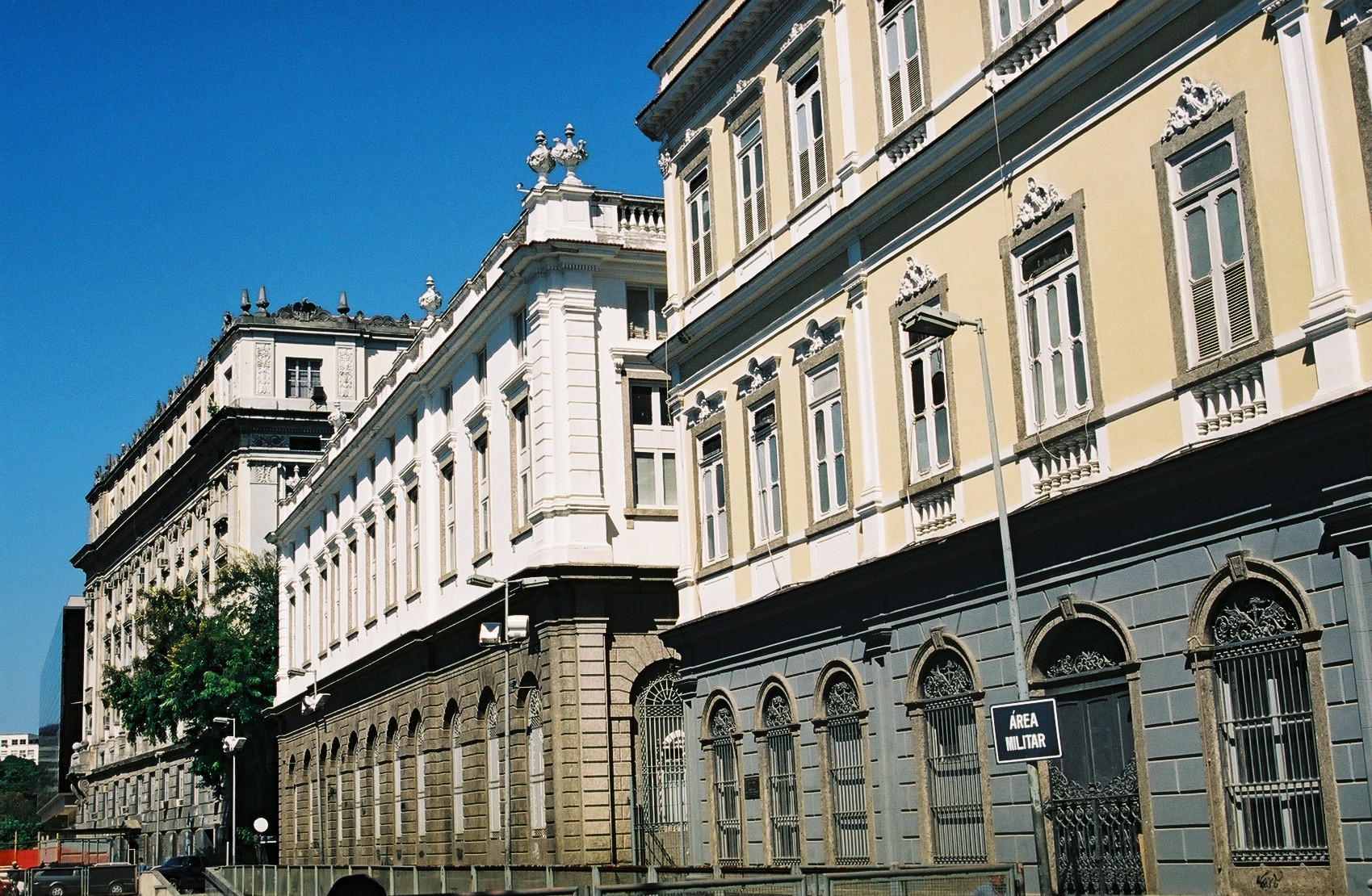
O antigo Centro do Rio de Janeiro foi utilizado como cenário principal de Vidas em Jogo.

As cenas iniciais da novela foram gravadas em Barreirinhas, no Maranhão, utilizando o território turístico do Parque Nacional dos Lençóis Maranhenses como pano de fundo para contar a introdução da história, quando os pais do personagem Francisco eram mortos e ele separado dos irmãos ainda na adolescência – Guilherme Berenguer, João Vitti, Maíra Dvorek, Matheus Massafferri, Lucas Simões e Lucas Assimos viajaram até o local para gravarem as cenas. Outra cidade que serviu de cenário para uma das tramas do início da novela foi Belém, no Pará, para onde o personagem Ivan fugia para se livrar das dívidas com os bicheiros, tendo viajado para gravá-las apenas os atores Leonardo Vieira, Silvio Guindane e Lívia Rossi. A parte antiga do Centro do Rio de Janeiro, foi utilizado como cenário principal da novela. Outro bairro aproveitado foi São Cristóvão, onde localizava-se o restaurante de Severino (Paulo César Grande). Nos estúdios do RecNov foi construída uma cidade cenográfica de 8.000m², incluindo os arredores onde os personagens moravam e os cenários individuais internos dentro das casas. O diretor de cenografia Daniel Clabunde e o cenógrafo Elton Minosso foram responsáveis pela ambientação e pela criação do cenário, tendo apenas dois meses para erguer toda a estrutura, inspirados nas edificações próximas à região da Praça XV de Novembro. Ao todo foram 35 pessoas envolvidas na criação artística, tendo o auxílio da cenógrafa Cláudia Alencar na pré-produção.
A Confeitaria Doce Dança, pertencente à personagem Augusta (Denise Del Vecchio), foi montada com referências arquitetônicas do estilo art nouveau, do final do século XIX, tendo a ambientação inspirada na Confeitaria Colombo, tradicional ponto gastronômico carioca. Para compor o prédio abandonado houve um processo de envelhecimento do local do cenário, incluindo vidros quebrados e a ideia de decomposição parcial das paredes. Já para os casarões após o enriquecimento dos personagens centrais, a influência veio das mansões cariocas, tendo alguns adendos, como o estúdio de gravação presente na moradia do personagem Francisco.

### Escolha do elenco
Thaís Fersoza e Lucinha Lins foram os primeiros nomes a serem reservados para a novela, em setembro de 2010 – na época Thaís ainda estava gravando a minissérie Sansão e Dalila, que estrearia 3 em janeiro de 2011. A emissora investiu na contratação de duas grandes atrizes veteranas para integrar o elenco principal de Vidas em Jogo. Beth Goulart foi anunciada em 28 de outubro de 2010, buscando por maiores oportunidades do que havia conseguido até então, ficando a seu cargo a antagonista principal. Logo após é anunciado a contratação de Betty Lago para a novela, na qual interpretaria uma das co-protagonistas. Para o protagonista da trama, Francisco, foi escolhido o ator Guilherme Berenguer, depois de assinar contrato para seu primeiro trabalho no canal. Julianne Trevisol foi escolhida como protagonista após realizar uma seleção com outras cinco atrizes. Sua escolha foi exatamente pelo fato da atriz ser formada anteriormente como bailarina em balé, jazz e sapateado, podendo agregar conteúdo para a personagem, uma dançarina de samba-rock. Ricky Tavares, Aline Fanju e Giovana Echeverria, que vinham de suas primeiras experiências na televisão nos anos anteriores, realizaram testes e foram escolhidos para papéis coadjuvantes no final de 2011. O veterinário André Poloni, dono do cachorro Mylow – que foi nomeado como Zé na história, mascote do personagem Carlos – foi contratado por R$25 mil mensais para treinar e ceder o animal para as gravações da novela. Em 26 de abril o elenco completo foi apresentado durante coletiva de imprensa.

### Preparação
O elenco principal teve que passar por workshops para construir o perfil e a profissão de seus personagens com uma maior desenvoltura. Amandha Lee e Paulo César Grande passaram por aulas de culinárias com chefes nordestinos para compor o núcleo do restaurante cearense. Paulo César e Vanessa Gerbelli também frequentaram a tradicional feira livre de São Cristóvão e as lojas do Saara para entender como as famílias que detém comércios nesses lugares são. Guilherme Berenguer, Sacha Bali e Simone Spoladore tiveram que frequentar lotéricas e criar um banco de dados do que motiva as pessoas a apostarem para entender o intuito de seus papéis.
Já Julianne Trevisol e Gabriela Moreyra participam de workshop sobre confeitaria ministrado pelo chef Eduardo Castro para interpretarem as confeiteiras Rita e Marialice. Simone e Marcos Pitombo também passaram por aulas de direção para grandes veículos, uma vez que dirigiriam vans durante a novela. A atriz também citou o trabalho no filme Elvis & Madona como uma referência para compor a personagem Andrea. Além disso, o elenco passou por um treinamento com o preparador de elenco Sergio Penna, que instruiu Julianne e Thaís Fersoza a criarem uma realidade paralela para conseguir incorporar suas personagens. Segundo a atriz, foi preciso o trabalho para que elas não esbarrar na amizade que tinham fora de cena: "A gente foi treinada para as personagens se odiarem e construir outra realidade. No começo foi muito difícil, aí teve uma hora em que a Thaís falou para mim 'amiga, eu não estou aguentando, estamos frente a frente, é muita raiva uma da outra'. A gente deu um abraço apertado e depois entrou no jogo".  Amandha Lee teve que engordar 17 kg em apenas três meses para interpretar a obesa Margarida, além de utilizar enchimentos.  No decorrer da novela a atriz emagreceu o montante que tinha engordado junto com a personagem, dando mais veracidade.

## Enredo
Rita (Julianne Trevisol) é uma moça sem-teto e batalhadora, que vive em um prédio abandonado e se divide entre o trabalho de auxiliar de confeitaria e o sonho de se tornar uma grande bailarina, dançando em uma banda de samba-rock. Ela foi expulsa de casa anos antes por seu pai, Adalberto (Luiz Guilherme), um homem violento que abusava fisicamente sua mãe, Zizi (Lucinha Lins), e era contra a carreira da filha na dança temendo que isso a levasse para a prostituição – medo este vindo do fato de Zizi ter sido prostituta antes de se casar, um segredo guardado da filha a sete chaves. Rita é apaixonada por Francisco (Guilherme Berenguer), que mora no mesmo prédio que ela, que nunca desistiu de procurar os irmãos Edmundo (Henrique Ramiro) e Marcolino (Pedro Malta) desde a morte de seus pais, João (João Vitti) e Maria (Maíra Dvorek), num acidente de trem, dos quais foram separados ainda na infância no Maranhão. Ele é motorista de Regina (Beth Goulart), uma mulher inescrupulosa e ambiciosa, dona do prédio abandonado e que tenta de todas as formas expulsar os moradores sem-teto do local com a ajuda do ex-policial Cléber (Sandro Rocha), mesmo que para isso precise usar de violência. A mimada e arrogante Patrícia (Thaís Fersoza), filha de Regina, mantém um relacionamento com Francisco apenas para seu prazer pessoal, pois tem vergonha da origem humilde do rapaz, mas que acaba engravidando. Paralelamente, Francisco participa de um bolão, apostando na loteria semanalmente com mais dez amigos – o ex-policial sem-teto Carlos (André Di Mauro), a taxista Andrea (Simone Spoladore), a empregada doméstica Marizete (Betty Lago), a confeiteira Augusta (Denise Del Vecchio), o dono de um time de futebol Belmiro (Ricardo Petraglia), a cozinheira Margarida (Amandha Lee), o chef de cozinha Severino (Paulo César Grande), o dublê Jorge (Sacha Bali) e o malandro Ivan (Silvio Guidane) – que juntos, na esperança de vencerem o prêmio da virada do ano, que acumulava o maior valor da história, fazem um juramento: se ganhassem, eles depositariam metade do prêmio em uma conta, da qual só seria retirado se cada um deles cumprisse metas pessoais pre-estabelecidas dentro de um ano ou dividido entre os demais caso esses objetivos não fossem atingidos. Por obra do destino, os onze amigos ganham juntos o prêmio de 200 milhões de reais e suas vidas são transformadas radicalmente, no entanto, os integrantes passam a ter outro comportamento, colocando o prêmio acima da amizade e mostrando o quanto o dinheiro e o poder pode transformar as pessoas. Além disso, Regina, ao descobrir sobre a fortuna dos amigos, fará diversos planos cruéis contra a vida dos demais integrantes do bolão para que eles não cumpram suas metas e assim o pai de seu neto acumule mais dinheiro para si, investindo também contra a vida de Rita para que ela fique longe de Francisco.

## Exibição
Vidas em Jogo estreou em 3 de maio às 22h15, ocupando o lugar de Ribeirão do Tempo. A emissora organizou uma festa de lançamento com o elenco, equipe e imprensa para assistirem a estreia em uma das salas de convenção do New York City Center, no Rio de Janeiro. Inicialmente a novela foi como imprópria para menores de 10 anos devido ao horário em que foi exibida. Em 12 de julho de 2011 foi reclassificada como imprópria para menores de 12 anos devido as cenas de ação e violência que vinha apresentando. A partir de 28 de outubro até o final da novela, o Ministério da Justiça classificou a trama como não recomendada para menores de 14 anos, uma vez que continha histórias envolvendo estupro, transmissão de HIV e tortura física – o que não atrapalhou sua exibição, uma vez que o horário permaneceu inalterado.

### Reprises
Em 2015 a emissora cogitou reexibir a novela, porém Prova de Amor foi escolhida para ocupar o horário das 14h45. A primeira reprise veio a ocorrer entre os dias 19 de setembro de 2016 e 5 de setembro de 2017, em 251 capítulos, às 15h45, substituindo Chamas da Vida e sendo substituída por Bicho do Mato.
Foi reexibida novamente entre os dias 30 de janeiro e 14 de abril de 2023, em 51 capítulos, ás 21h45, dentro da Sessão Especial 70 Anos, substituindo a reprise de Amor sem Igual e sendo substituída pela extensão da terceira reprise de Jesus. Nos dias 1.°, 8, 15 e 22 de fevereiro de 2023, a novela só foi exibida apenas para a RecordTV Rio, uma vez que o restante do Brasil acompanhava o Campeonato Paulista de Futebol. Para alinhar os capítulos nos dias posteriores aos jogos, a RecordTV exibia um compacto do capítulo não exibido para a rede antes do capítulo do dia, enquanto que o sinal carioca seguia com o próximo capítulo.[carece de fontes?]

## Elenco
| Intérprete          | Personagem                             |
| ------------------- | -------------------------------------- |
| Guilherme Berenguer | Francisco Pereira Moraes               |
| Julianne Trevisol   | Rita Duarte Monteiro                   |
| Thaís Fersoza       | Patrícia Camargo Leal (Pati)           |
| Beth Goulart        | Regina Camargo Leal                    |
| Lucinha Lins        | Alzira Duarte Monteiro (Zizi)          |
| Luiz Guilherme      | Adalberto Monteiro                     |
| Betty Lago          | Marizete Bastos da Silva               |
| Denise Del Vecchio  | Augusta Figueira de Andrade            |
| André Di Mauro      | Carlos Nobre Batista                   |
| Sandro Rocha        | Cléber Gomes Pedroso                   |
| Simone Spoladore    | Andrea Diniz Vasconcellos Coelho       |
| Marcos Pitombo      | Lucas Ferreira Coelho                  |
| Vanessa Gerbelli    | Divina Torres Bandeira                 |
| Leonardo Vieira     | Ernesto Lopes Vidal                    |
| Paulo César Grande  | Severino Ramos Bandeira                |
| Rômulo Arantes Neto | Raimundo Figueira de Andrade           |
| Letícia Colin       | Juliana Brandão                        |
| Amandha Lee         | Margarida Fonseca dos Prazeres         |
| Cláudio Heinrich    | Elton Fontoura de Melo                 |
| Ricardo Petraglia   | Belmiro Silveira Aguiar                |
| Bia Montez          | Hermezinda Perez Malta (Hermê)         |
| Luciana Braga       | Fátima Silveira Magalhães              |
| Sílvio Guindane     | Ivan dos Santos Marcondes              |
| Ricky Tavares       | Wellington Nobre Batista               |
| Marcela Barrozo     | Ana Cláudia Silveira Magalhães (Cacau) |
| Guilherme Prates    | Daniel Torres Bandeira                 |
| Sacha Bali          | Jorge Domingos da Costa                |
| Gabriela Moreyra    | Marialice Pinheiro Macedo              |
| Nill Marcondes      | Vinícius Mendes Rocha                  |
| Mário Gomes         | Dr. Maurício Dourado                   |
| Adriano Pettermann  | Valdisnei Soares de Aquino             |
| Adriano Garib       | Edmílson Magalhães                     |
| Felipe Martins      | José Rodrigues Nonato (Zé)             |
| Aline Fanju         | Roseli Farias Peixoto                  |
| Sylvia Bandeira     | Suzana Carvalho                        |
| Giovana Echeverria  | Grace Nobre Batista                    |
| Pedro Malta         | Marcolino Pereira Moraes               |
| Henrique Ramiro     | Edmundo Pereira Moraes                 |
| Manoelita Lustosa   | Nelize Figueiredo Souza                |
| César Pezzuoli      | Dr. Guilherme                          |
| Charles Myara       | Delegado Mário                         |
| Shaila Arsene       | Tatiana Camargo Leal (Tati)            |
| Júlia Tanus         | Jaqueline Torres Bandeira              |
| Flávio Siqueira     | Fabinho                                |
| Janaína Moura       | Marta                                  |
| Alexia Garcia       | Dila                                   |
| Tati Zig            | Lúcia                                  |

### Participações especiais
| Intérprete                 | Personagem                   |
| -------------------------- | ---------------------------- |
| Cláudia Alencar            | Adalgisa de Andrade          |
| Sérgio Malheiros           | Paulinho Muriçoca            |
| Marcos Winter              | Eduardo                      |
| João Vitti                 | João Pereira Moraes          |
| Maíra Dvorek               | Maria Pereira Moraes         |
| André Ramiro               | Betão                        |
| Rogério Fróes              | Teodoro                      |
| Eliete Cigarini            | Rebeca                       |
| Valquíria Ribeiro          | Rosária                      |
| Marcelo Escorel            | Miranda                      |
| Phellipe Haagensen         | Rodrigão                     |
| Lívia Rossi                | Mariana                      |
| Liége Muller               | Stella                       |
| Breno Guedes               | Sandro                       |
| Gustavo Wabner             | Dr. Paiva                    |
| Henrique Pires             | Armando                      |
| Cleiton Morais             | Detetive Carlos              |
| Cláudio Andrade            | Detetive Jonas               |
| Hugo Resende               | Piloto do helicóptero        |
| Alan de Oliveira           | Tecladista do Samba o Rock   |
| Felipe Miguel              | Baterista do Samba o Rock    |
| Diego Marques              | Violeiro do Samba o Rock     |
| Marco Audino               | Baixista do Samba o Rock     |
| Rafael Andrade             | Cavaquinista do Samba o Rock |
| Pierre Santos              | Falso Edmundo                |
| Beto Schultz               | Falso Marcolino              |
| Márcia Di Milla            | Firmina                      |
| Gustavo Ottoni             | Renato Menezes               |
| Rafa de Martins            | Dr. Rogério Tavares          |
| Erlene Melo                | Maria                        |
| Daniela Farias             | Suzy                         |
| Breno De Filippo           | Gabriel                      |
| Alex Nader                 | Policial                     |
| Bruno Possa                | Napa                         |
| Chao Chen                  | Dr. Rosenberg                |
| Léo Wainer                 | Eduardo                      |
| Marcello Marrakett         | Igor Peixoto                 |
| Paula Palmieri             | Drª Luciana                  |
| Ricardo Ramory             | Veterinário                  |
| Rodrigo Vahia              | Joaquim                      |
| Samir Murad                | Duda                         |
| Vanessa Jardim             | Beth                         |
| Luiz Antônio do Nascimento | Jorjão                       |
| Walmir Ragauskas           | Julio                        |
| Wesley Queiroz             | Jogador do Cariocas          |
| Patrick Dadalto            | Jogador do Cariocas          |
| Miguel Kelner              | Jogador do Cariocas          |
| Igor Pontes                | Jogador do Cariocas          |
| Gabriel Moura              | Jogador do Cariocas          |
| Wendell Passos             | Jogador do Cariocas          |
| Bernardo Castro Alves      | Severino (jovem)             |
| Clarissa Mayoral           | Regina (jovem)               |
| Matheus Massafferri        | Francisco (jovem)            |
| Lucas Simões               | Edmundo (criança)            |
| Lucas Assimos              | Marcolino (criança)          |
| Magic Paula                | Ela mesma                    |
| Fernando Scherer           | Ele mesmo                    |
| Oscar Schmidt              | Ele mesmo                    |
| Robson Caetano             | Ele mesmo                    |
| Donizete                   | Ele mesmo                    |
| Ricardo Berna              | Ele mesmo                    |
| Antônio Lopes              | Ele mesmo                    |
| Renato Abreu               | Ele mesmo                    |
| Marcos Mion                | Ele mesmo                    |

## Temáticas

### Transexualidade
"Nunca achei que esse assunto seria tratado na televisão aberta. Achei um ótimo desafio. A Augusta é feminina e as transexuais têm esse comportamento. O objetivo dela [a autora] na trama é mostrar como o comportamento das pessoas ao redor muda por puro preconceito."

— Denise Del Vecchio sobre o desafio de interpretar a transexual Augusta.
Vidas em Jogo foi a primeira telenovela brasileira a ter uma personagem transexual na trama central, fazendo parte do grupo dos dez protagonistas, além de ser retratada de forma mais humanizada na teledramaturgia, longe do jeito caricato ou em tom de chacota como eram mostradas até então. Na história, Augusta, interpretada por Denise Del Vecchio, era uma mãe zelosa e uma empresária integra que escondia de todos o fato de ser uma mulher transexual – ela havia sido casada na juventude e teve um filho biológico antes de aceitar sua verdadeira identidade de gênero e passar pela transformação nos primeiros anos de vida de seu rebento. Após descobrir o fato, Raimundo, seu filho, interpretado por Rômulo Neto, rejeita a mãe domado por seu preconceito, chegando a agredi-la e mandar interná-la em uma clínica psiquiátrica clandestina. Em contraponto, Cristianne utilizou o fato do restante do círculo social da personagem não se importar com sua revelação e apoiá-la, além de ser tida como mãe por Marialice, interpretada por Gabriela Moreyra, quebrando o preconceito.
Denise revelou que na sinopse não era previsto essa revelação e que ela só soube após três meses no ar, mas que a autora convocou uma reunião para informá-la e deixou a cargo dela aceitar ou não o direcionamento da história: "A Cristianne Fridman disse que eu tinha total liberdade para me recusar a fazer. Se eu não quisesse, ela iria para outro rumo. Eu adorei, topei na hora. Achei um ótimo desafio". A autora se inspirou nas mulheres transexuais que conhecia na vida pessoal para compor a personagem, o que levou-a a convocar uma atriz para o papel, contrariando outras obras de teledramaturgia anteriores que colocavam atores homens cis, explicando que as mulheres transexuais seguiam o perfil de Denise Del Vecchio – feminilidade, voz adocicada e curvas –, longe da forma caricata como muitas pessoas acreditavam por preconceito. A decisão de incluir uma personagem que passou por uma mudança física para adequar o corpo ao gênero foi bem recebida pela crítica especializada, que notou a ousaria da autora em apostar neste tema de forma tão sutil. Welton Trindade, do portal LGBT Parou Tudo, notou que a personagem caiu nas graças do público e a cena em que se revelava para o filho marcou sua maior audiência: "E aí, autores e emissoras? Precisam de que provas mais para ver que personagens LGBT têm sim empatia com o público e que merecem mais e mais espaço?".

### Palhaço assassino

Cena de Vidas em Jogo em que o palhaço ateia fogo em Jorge.

Antes do início de Vidas em Jogo foi anunciado que a trama teria um serial killer, ou seja, um assassino em série de perfil psicopatológico, na última parte da novela, o qual caçaria os novos milionários. Em 10 de fevereiro de 2012 o palhaço é visto pela primeira vez, quando assassina a personagem Augusta, interpretada por Denise Del Vecchio com um tiro, porém sem revelar sua verdadeira identidade. Em 23 de março acontece a segunda morte, quando o palhaço ateia fogo ao corpo vivo de Jorge, interpretado por Sacha Bali, com um lança-chamas em meio a uma festa. Logo após os personagens Francisco, Margarida, Severino e Marizete desaparecem misteriosamente ao entrar em contato com o assassino. Na reta final de Vidas em Jogo uma comoção se instaurou na imprensa e no público, que debatiam sobre quem poderia ser o palhaço, lançando reportagens criando teorias e tendo as maiores apostas em cima de Severino. Para preservar o mistério, a cena da revelação do assassino foi gravada em 7 de abril, dois dias antes de ir ao ar no último capítulo, sendo que nem mesmo os atores souberam a realidade antes desta data. No final houve a revelação de que não existia realmente um palhaço assassino, mas sim era um plano de Adalberto para preservar a vida dos milionários, forjando a morte ou o desaparecimento de cada um deles e levando-os para um local secreto até que o pacto chegasse ao fim e eles ficassem longe dos atentados de Regina.

### Outros temas destacados
Vidas em Jogo também trouxe outras temáticas contundentes, como a Síndrome de Down, inclusa na história por meio da gravidez da personagem Patrícia, que logo pensa em abortar, mas é impedida por Francisco. Thaís Fersoza, que interpretou o papel, declarou que o tema era delicado, mas necessário ser abordado, pois muitas mulheres tem esta reação antes de entender que a criança tem uma vida saudável e normal como qualquer outra: "A maioria das mães toma um susto grande mesmo. A reação da Patrícia, infelizmente, é muito comum, mais do que imaginamos, e, claro, choca as pessoas que vão ver o quanto é terrível essa discriminação com portadores de Down". Para salientar a campanha pela humanização do tema, parte dos personagens visitaram a Associação Brasileira de Assistência e Desenvolvimento Social (ABADS), instituição beneficente que trabalha com educação e capacitação profissional de crianças e adolescentes com deficiência intelectual, entre elas a síndrome de down. Outro tema abordado foi o contágio e disseminação do vírus da AIDS, portada pelo personagem Cléber e transmitida às personagens Regina, sem seu conhecimento ou consentimento, e Andrea, durante estupro. A história mostrou os dois lados da doença – enquanto Andrea se mostrava positiva, submetendo-se ao tratamento e mostrando que o portador de HIV pode levar uma vida normal, Regina se recusa ao tratamento e reage como se não tivesse perspectiva de vida mais. Cristianne Fridman explicou que a intenção não era só promover a prevenção, mas também mostrar que o portador poderia levar uma vida comum se fizesse o tratamento: "Ser soropositivo não é estar condenado à morte. Tem medicamentos, tratamentos, que dão qualidade de vida aos infectados pelo HIV. Não sendo uma ‘pena de morte’. É lamentável que ainda existam pessoas que não busquem o tratamento. E uma grande parcela de jovens se nega a receber este auxílio".
O estupro também foi um dos temas abordados. Logo no início da trama Rita e Andreia sofreram tentativas de abuso. No entanto, Andrea acaba sendo estuprada no terceiro mês de história, sendo violentada duas vezes na mesma noite por Cléber. A personagem tenta cometer suicídio após o acontecido, mostrando a realidade de muitas mulheres. A história mostra, porém, a importância de se ir ao médico e denunciar o estupro. Além disso, também foi abordado o uso de anabolizantes no esporte por parte do personagem Wellington, que utilizava os medicamentos ilegais para ganhar massa muscular e melhorar o desempenho como jogador de futebol. A história foi mostrando que, apesar de no começo os efeitos parecerem quase milagrosos e benéficos, o uso dos anabolizantes acabam gerando uma degradação corrosiva do próprio corpo com o passar do tempo e o uso constante.  A novela também abordou o uso de crack, colocando o tema dentro da história do mesmo personagem, interpretado por Ricky Tavares, que acaba entrando no vício após ser abordado por amigos. A autora explorou o universo do crack de forma densa, mostrando a deturpação que acontece logo nos primeiros usos, a perturbação mental e encaminhamento para métodos extremos de conseguir dinheiro, como o envolvimento no mundo do crime.

## Música
Vidas em Jogo é uma trilha sonora condizente à novela de mesmo título, exibida pela Rede Record. O álbum foi lançado em 10 de junho de 2011.
Lista de faixas
| N.º | Título                                | Música                          | Personagem tema              | Duração |  |
| 1.  | "Pétala"                              | Gal Costa                       | Tema de Rita e Francisco     | 3:43    |  |
| 2.  | "Noturno Carioca"                     | Erasmo Carlos                   | Tema de Carlos               | 3:41    |  |
| 3.  | "As Rosas não Falam"                  | Virgínia Rosa                   | Tema de Augusta              | 3:23    |  |
| 4.  | "Não Vou Ficar"                       | Marília Bessy e Hyldon          | Tema de Divina e Ernesto     | 3:14    |  |
| 5.  | "Da Cabeça aos Pés"                   | Edson                           | Tema de Andrea e Lucas       | 3:24    |  |
| 6.  | "Frisson"                             | Moisés                          | Tema de Jorge e Marialice    | 3:33    |  |
| 7.  | "Copo Vazio"                          | Zizi Possi e Hélio Delmiro      | Tema de Zizi e Adalberto     | 4:01    |  |
| 8.  | "Aprendendo a Jogar"                  | Elis Regina                     | Tema de Ivan                 | 3:49    |  |
| 9.  | "É"                                   | Gonzaguinha                     | Tema de abertura             | 3:01    |  |
| 10. | "Chiclete com Banana"                 | Beth Carvalho e Daniela Mercury | Tema de Marizete             | 3:41    |  |
| 11. | "Na Cadência do Samba (Que Bonito É)" | Lazzarini                       | Tema de Wellington           | 3:43    |  |
| 12. | "When (A Woman In Love)"              | Claudio Goldman                 | Tema de Margarida            | 4:05    |  |
| 13. | "Tortura de Amor"                     | Alexandre Arez                  | Tema de Belmiro e Hermezinda | 3:48    |  |
| 14. | "Amor da Minha Vida"                  | Maria Alice                     | Tema de Divina e Severino    | 3:11    |  |
| 15. | "Vergonha na Cara"                    | Yasmin Lucas                    | Tema de Wellington e Cacau   | 3:10    |  |

Outras canções não incluídas na trilha sonora
- "Daram Daram" – Janaína Pereira (tema de Fátima)
- "Do Leme ao Pontal" – Tim Maia (tema geral)
- "Paixão" – Alysson (tema de Francisco e Patrícia)
- "Se Deus Me Ouvisse" – Chitãozinho & Xororó e Sandy (tema de Zizi)
- "Samba Soul" – Samba Rapaziada (tema de Francisco)

## Recepção da crítica
| |  |  |
| Lucinha Lins (esquerda) e Beth Goulart (direita) foram descritas pelos críticos como os grandes destaques da novela nos papéis de Zizi e Regina, respectivamente. |  |  |

Vidas em Jogo recebeu críticas positivas dos profissionais especializados. Jonathan Pereira, do portal IG, destacou as atuações de Denise Del Vecchio, Lucinha Lins e Beth Goulart. Lucinha foi notada pelas cenas fortes nas agressões que sofria do marido, dizendo que ela "emocionou a todos", além de elogiar a multifacetas da atriz: "Cristiane Fridman deu a atriz um papel que permite exercitar toda a sua versatilidade e mostrar que é uma intérprete repleta de recursos". Já Beth foi elogiada pelo desempenho como antagonista, descrita como "uma vilã com V maiúsculo" nos modelos clássicos de maldade que o atrai o público, dizendo que a atriz estava "roubando a cena" e merecia a oportunidade de um personagem como Regina há muitos anos, uma vez que em sua emissora anterior nunca teve destaque: "Há tempos Beth Goulart merece um papel à altura de seu talento. Beth deve ter deixado a Globo com dor de cotovelo por tê-la deixado trocar de emissora". Jeferson Cardoso, do portal O Planeta TV, disse que a novela foi "mais um acerto" para a emissora e que a autora presenteou os espectadores com outra história no mesmo nível de Chamas da Vida, elogiando a abordagem do envolvimento com drogas na adolescência e as atuações de Ricky Tavares e Julianne Trevisol.
Renata Sofia, do jornal Extra, elogiou o fato da autora ter mostrado o melhor e o pior do Rio de Janeiro sem focar-se apenas na parte boa da capital carioca, além da história dita como natural, que "mostrou ritmo e aquela sensação de 'poderia ser uma história de verdade'". A jornalista ainda positivou o texto, descrito como "muito bem escritos e naturais", e o elenco, dito como "Um grupo alinhado e carismático que mostra entrosamento. Os amigos realmente parecem se conhecer desde a infância". Gabriel Siqueira, do portal Cena Aberta, disse que a novela foi ousada ao colocar dez personagens centrais e que a autora não "embananou" ao dar o destaque merecido a cada um deles, elogiando as atuações de Beth Goulart, dita como uma vilã "arrasa quarteirão" e que acertou no tom tanto nas cenas de maldade, quanto nas cenas sentimentais para defender as filhas, e Thaís Fersoza, dizendo que ela havia evoluído de um rostinho bonito para uma atriz de grande talento. O jornal Correio de Uberlândia elogiou a "densidade do texto de Cristianne Fridmann" e a direção de Alexandre Avancini, alegando que toda e equipe de direção conseguiu extrair o melhor dos atores ao apostar em cenas mais longas e menos cortes, tendo mais cuidado com as falas e expressões, elogiando também a segurança da atuação de Beth Goulart.

## Audiência

#### Exibição original
Vidas em Jogo estreou com uma audiência de 14 pontos com picos de 17 e share de 25%. No estado de São Paulo a média foi um pouco menor, marcando 11 pontos com picos de 14 e share de 19%. Em 18 de novembro, durante a cena em que Augusta revelava ser transexual, a novela atingiu picos de 18 pontos. Em 20 de janeiro de 2012 a trama atingiu 19 pontos, alcançando a liderança durante o confronto com a minissérie O Brado Retumbante, da Rede Globo, que ficou em segundo lugar.  No Rio de Janeiro a trama conquistou uma média de 20 pontos em toda sua última semana. O último capítulo marcou 18 pontos com picos de 20.  Isso fez com que a novela ficasse em primeiro lugar na audiência, contra 14 pontos da segunda colocada naquele horário. A novela teve media geral de 14 pontos no Rio de Janeiro e 12 em São Paulo. Durante toda sua exibição, Vidas em Jogo teve uma audiência variante entre 13 e 16 pontos semanais. A média fez com que Vidas em Jogo mantivesse a mesma audiência deixada por Ribeirão do Tempo, dando sequência ao bom desempenho conquistado antes.

#### Primeira reprise
O primeiro capítulo registrou 5,3 pontos. Já seu segundo capítulo registrou 5,5 pontos. Sua maior audiência foi registrada no dia 18 de janeiro de 2017 com 6,7 pontos, chegando a picos de 8. Seu último capítulo registrou 6,4 pontos. Ao longo de sua exibição, oscilava com médias entre 5 e 7 pontos, fechando assim com a média geral de 5,5 pontos.[carece de fontes?]

#### Segunda reprise
Reestreou com 3,4 pontos. Seu segundo capítulo registrou 3,9 pontos. Seu terceiro capítulo registrou 2,5 pontos, chegando a picos negativos de 1,9. Tornou-se o pior resultado do horário nobre desde a série Todas as Garotas em Mim. Bateu seu único recorde no dia 1.° de março com 4,5 pontos.
Esta reprise, ao contrário da primeira, não obteve o mesmo êxito, patinando na casa dos 3 pontos, apresentando um dos piores resultados do horário nobre. Por conta do baixo desempenho, a reprise começou a ser compactada a partir do capítulo 38, exibido em 22 de março de 2023, quando foram ao ar seis capítulos em um, totalmente resumidos. No dia seguinte, foram levados ao ar uma leva de 15 capítulos resumidos, antecipando o seu final, que até então estava previsto para dezembro de 2023. O último capítulo registrou 3,7 pontos. Fechou com a média geral de 3,5 pontos.

## Prêmios e indicações
| Ano  | Prêmio                        | Categoria                         | Recebido por       | Resultado | Ref.            |
| ---- | ----------------------------- | --------------------------------- | ------------------ | --------- | --------------- |
| 2011 | Prêmio ABMN                   | Destaque em Marketing Promocional | Vidas em Jogo      | Venceu    | [ 180 ]         |
| 2011 | Top Empresarial Internacional | Destaque Artístico Nacional       | André Di Mauro     | Venceu    | [ 181 ]         |
| 2012 | Banff World Media Festival    | Melhor Telenovela                 | Vidas em Jogo      | Venceu    | [ 182 ]         |
| 2012 | Prêmio Contigo! de TV         | Melhor Autor de Novela            | Cristianne Fridman | Indicado  | [ 183 ] [ 184 ] |
| 2012 | Prêmio Contigo! de TV         | Melhor Telenovela                 | Vidas em Jogo      | Indicado  | [ 184 ] [ 185 ] |
| 2012 | Prêmio Contigo! de TV         | Melhor Ator                       | André Di Mauro     | Indicado  | [ 184 ] [ 186 ] |
| 2012 | Prêmio Contigo! de TV         | Melhor Ator Coadjuvante           | Sandro Rocha       | Indicado  | [ 184 ] [ 187 ] |
| 2012 | Prêmio Contigo! de TV         | Melhor Atriz Infantil             | Julia Tannus       | Indicado  | [ 184 ] [ 188 ] |
| 2012 | Prêmio Contigo! de TV         | Melhor Atriz Infantil             | Shaila Arsene      | Indicado  | [ 184 ] [ 188 ] |
| 2012 | Prêmio Contigo! de TV         | Melhor Diretor                    | Alexandre Avancini | Indicado  | [ 184 ] [ 189 ] |

## Transmissão internacional
| País                 | Emissora            | Título local   |
| -------------------- | ------------------- | -------------- |
| Portugal             | RTP                 | Vidas em Jogo  |
| Moçambique           | TV Miramar          | Vidas em Jogo  |
| Cabo Verde           | Record Cabo Verde   | Vidas em Jogo  |
| Japão                | Record Japão        | Jackpot!       |
| União Europeia       | Record Europa       | Jackpot!       |
| El Salvador          | Megavisión Canal 21 | Vidas en Juego |
| República Dominicana | Antena Latina       | Vidas en Juego |